# Урбина, Хосе Мария
Хосе Мария Мариано Сегундо де Урбина и Витери (исп. José María Mariano Segundo de Urbina y Viteri; 19 марта 1808  — 4 сентября 1891) — эквадорский политик, президент страны с июня 1851 по октябрь 1856 года. Первым отменил рабство.

## Написание фамилии
Вопрос о правильном написании фамилии президента является дискуссионным среди историков. Фамилия имеет баскское происхождение, и традиционно пишется через «b», однако в документах того времени фамилия президента писалась через «v». Тем не менее дети самого президента писали её через «b».

## Биография
Родился в 1808 году в Кито, его родителями были Габриэль Фернандес де Урбина-и-Оларте и Роса Витери. В детстве жил с родственниками матери в Амбато, и получил там домашнее образование. В 1823 году переехал в Гуаякиль, и окончил там недавно основанное морское училище, после чего был зачислен в экипаж шхуны «La Guayaquileña». В 1825 году принимал участие в блокаде Кальяо, а когда в 1828 году началась война между Колумбией и Перу, то отличился в морской битве при Малпело против перуанского флота, пытавшегося заблокировать Гуаякильский залив.
Когда в 1830 году произошёл распад Республики Колумбия, то Урбина поддержал генерала Флореса, стремившегося создать независимый Эквадор, и был отправлен в Боготу, чтобы сообщить Симону Боливару об образовании нового государства, однако не встретил там его, так как Боливар отбыл в Европу. Вскоре после этого ему пришлось воевать против генерала Урданеты, стремившегося не допустить распада Колумбии.
Когда в 1833 году начался конфликт между Флоресом и Рокафуэрте, Урбина поддержал Флореса. В сентябре 1834 года он стал полковником, и был временным военным и морским министром. В 1835 году в качестве адъютанта Флореса принял участие в сражении у Миньарики.
В 1836 году был назначен посланником в Новую Гранаду, в следующем году вернулся в Эквадор. В 1839 году в Новой Гранаде разразилась Война Высших. Изначально это был внутренний конфликт, но, будучи не в силах решить его самостоятельно, президент Хосе Игнасио де Маркес обратился за помощью к Эквадору, пообещав взамен территориальные уступки. Урбина был назначен начальником штаба 1-й дивизии вспомогательной армии, и вместе с Флоресом 27 сентября 1840 года пересёк границу. После тяжёлой кампании эквадорская армия в середине 1841 года вернулась в Кито, вернув умиротворённую провинцию Пасто Новой Гранаде.
Флорес сделал Урбину начальником генерального штаба, а в январе 1842 года — губернатором провинции Лоха. В 1843 году Урбино стал членом Конгресса в качестве депутата от Лохи, и проголосовал за отмену конституции 1835 года, и принятие новой конституции прозванной «Carta de la esclavitud» («невольничья грамота»), позволившей Флоресу баллотироваться в президенты на новый, уже шестилетний, срок. После этого он был назначен губернатором провинции Манаби.
В 1845 году во время мартовской революции Урбина присоединился к повстанцам, получил звание бригадного генерала и организовал 2-ю дивизию повстанческой армии.
С 11 сентября по 7 декабря 1845 года был министром внутренних дел Эквадора.
В июне 1846 года Урбина стал членом конгресса в качестве делегата от провинции Гуаяс, и альтернативным сенатором от провинции Манаби. В марте 1847 года был отправлен со специальной миссией в Лиму, чтобы предотвратить вторжение сил Флореса. в августе 1848 года стал генеральным комендантом Гуаякиля. В 1849 году вернулся в Конгресс и возглавил Палату представителей. Так как 1849 году истёк президентский срок Висенте Рока, а на очередных президентских выборах ни Антонио Элизалде, ни Диего Нобоа не смогли получить двух третей голосов, то исполняющим обязанности президента страны стал вице-президент Мануэль де Аскасуби. Урбине был предложен портфель военного и морского министра и миссия в Европу, но он отказался, не желая покидать Гуаякиля, где росло его влияние. В 1850 году Гуаякиль восстал и объявил о непризнании Аскасуби. 8 декабря собрался Конвент, на котором 23 голосами против 2 новым президентом был избран Нобоа. Была написана новая Конституция, вступившая в силу в феврале 1851 года.
Урбина не стал принимать участия в Конвенте. Нобоа, став президентом, предложил ему на выбор пост военного и морского министра, либо пост в Европе; Урбина предпочёл министерский пост. В это время президент Новой Гранады Хосе Иларио Лопес изгнал из своей страны иезуитов, и Нобоа обратился к Конвенту с просьбой разрешить принять иезуитов в Эквадоре. Разрешение было дано, и орден иезуитов вернулся в Эквадор после 84 лет изгнания. Отношения между Эквадором и Новой Гранадой серьёзно ухудшились, и 16 мая 1851 года Конгресс Новой Гранады дал президенту Лопесу право объявить войну Эквадору.
В июне 1851 года Конгресс наделил президента чрезвычайными правами ввиду угрозы войны. В этих условиях 19 июля 1851 года генерал Урбина, поддержанный гарнизоном Гуаякиля, объявил себя верховным правителем страны, и выслал свергнутого Нобоу из страны. Триумфально войдя в Кито, Урбино тут же издал указ о высылке иезуитов из Эквадора, чем снял угрозу немедленного вторжения новогранадской армии. В качестве верховного правителя он издал 15 июля 1851 года указ об отмене рабства.
В феврале из Перу в Эквадор двинулись войска, нанятые бывшим президентом Флоресом. Урбина смог убедить некоторых из наёмников покинуть Флореса (заплатив им за это некоторую сумму), а в июле отбил нападение на Гуаякиль с моря.
17 июля 1852 года Национальный Конвент в Гуаякиле принял новую Конституцию. Урбино был избран президентом, получив 23 голоса (15 голосов было отдано за Франсиско Ксавьера де Агирре Абада, и 1 голос — за Пауля Васконеса).
Урбино руководствовался либеральными идеями, и во многом опередил своё время. Он прекратил практику собирания дани с индейцев, дал им равные права с прочими жителями Эквадора, открыл школы во всех частях страны, объявил свободу судоходства по Амазонке.
При распаде Республики Колумбия новообразованный Эквадор был вынужден взять на себя 21,5 % её внешнего долга. В 1854 году Урбина попытался решить эту проблему: внешний долг страны были согласны выплатить англичане, получавшие за это в концессию территории реки Мараньон. Однако на эти территории предъявило претензии Перу, положив тем самым начало длительному территориальному спору.
В 1856 году завершился президентский срок Урбины, и новым президентом стал его друг Франсиско Роблес. Однако в 1860 году войска Флореса под командованием Габриеля Гарсии Морены сумели, наконец, нанести поражение правительственным войскам Эквадора, и Урбина был вынужден покинуть страну. Он провёл за границей 16 лет, периодически пытаясь организовать вторжение с целью свержения Гарсии Морены, но смог вернуться в страну лишь в 1876 году, после его смерти.